# Сафонов, Анатолий Ефимович
Анато́лий Ефи́мович Сафо́нов (род. 5 октября 1945, Долгий Мост, Красноярский край) — российский государственный деятель, дипломат, генерал-полковник. Заместитель министров безопасности (1992—1998) и иностранных дел Российской Федерации (2001—2004). Специальный представитель президента Российской Федерации по вопросам международного сотрудничества в борьбе с терроризмом и транснациональной организованной преступностью (2004—2011).

## Биография
Окончил автотранспортный факультет Красноярского политехнического института по специальности «инженер путей сообщения» (1968) и Высшие курсы КГБ СССР в Минске (1970). Генерал-полковник. Владеет немецким языком.
- В 1968—1969 годах — инженер-топограф Красноярского треста инженерно-строительных изысканий.
- В 1969—1970 годах — слушатель Высших курсов КГБ в Минске.
- С 1970 года — младший оперуполномоченный, оперуполномоченный, старший оперуполномоченный отдела контрразведки в Управлении КГБ СССР по Красноярскому краю.
- 1983—1987 годах — начальник Второго отдела (контрразведка) УКГБ СССР по Красноярскому краю.
- 1987—1988 годах — начальник отдела УКГБ СССР по Красноярскому краю в Хакасской автономной области[2].
- 1988—1992 годах — начальник Управления КГБ СССР (затем — управление Агентства федеральной безопасности РСФСР, управление Министерства безопасности Российской Федерации) по Красноярскому краю.
- 1990—1993 годах — народный депутат РСФСР/России. Член фракции «Россия», входившую в коалицию «Российское единство».
- С марта 1992 года — заместитель министра безопасности Российской Федерации[2].
- С января 1994 года — заместитель директора Федеральной службы контрразведки Российской Федерации.
- С 5 апреля 1994 по 1 августа 1997 года — первый заместитель директора Федеральной службы контрразведки Российской Федерации[3].
- С августа 1997 года по ноябрь 2001 года — председатель Комитета по вопросам безопасности Союзного государства Белоруссии и России в ранге первого заместителя директора ФСБ России.
- С 4 октября 2001 по 13 августа 2004 года — заместитель министра иностранных дел Российской Федерации[4][5]. Курировал вопросы международного сотрудничества в борьбе с терроризмом, наркобизнесом и организованной преступностью.
- С августа 2004 года — посол по особым поручениям МИД России.
- С 11 октября 2004 по 20 июня 2011 года — специальный представитель президента Российской Федерации по вопросам международного сотрудничества в борьбе с терроризмом и транснациональной организованной преступностью[6][7].
- С 2012 года — вице-президент — статс-секретарь ЗАО «Русатом Оверсиз», дочерней компании Госкорпорации «Росатом».

Избирался депутатом Хакасского областного и Красноярского краевого Совета народных депутатов.
Член Президиума Национального Гражданского Комитета по взаимодействию с правоохранительными, законодательными и судебными органами. Член Совета по внешней и оборонной политике (СВОП). Член-корреспондент Международной академии информационных технологий.
Мастер спорта СССР по самбо, член Попечительского совета Всероссийской федерации самбо.

## Семья
Женат, имеет двоих детей.

## Награды и почётные звания
- Орден Дружбы (6 апреля 2004) — за большой вклад в разработку и реализацию внешнеполитического курса Российской Федерации[9].
- Почётный сотрудник контрразведки России.
- Почётный гражданин Красноярского края (17 декабря 2007)[10][2].
- Кавалер Золотого Почётного знака «Общественное признание».

## Дипломатический ранг
- Чрезвычайный и полномочный посол (27 мая 2005)[11].